# Padres del Desierto

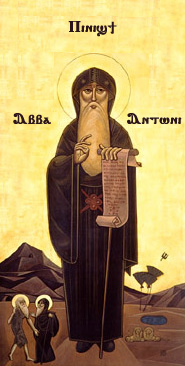
Icono de la Iglesia copta ortodoxa de Alejandría que representa a Antonio Abad.

Con la denominación Padres del Desierto, Padres del Yermo o Padres de la Tebaida se conoce, en el cristianismo, a los monjes, ermitaños y anacoretas que aproximadamente en el siglo IV, tras la paz constantiniana, abandonaron las ciudades del Imperio romano y otras regiones vecinas para ir a vivir en las soledades de los desiertos de Siria y Egipto, concretamente en el desierto de Uadi Natrun (Scetes) de la provincia romana de Egipto. Los Apotegmas de los Padres del desierto (Apophthegmata Patrum) son una colección de textos de algunos de los primeros monjes y monjas del desierto. El primer Padre del Desierto fue Pablo de la Tebaida, y el más conocido fue Antonio Abad, que partió al desierto en el 270-271 d. C. y llegó a ser conocido como el padre y fundador del monaquismo del desierto. Cuando Antonio murió en el año 356 d. C., miles de monjes y monjas se sintieron atraídos a vivir en el desierto siguiendo el ejemplo de Antonio, lo que llevó a su biógrafo, Atanasio de Alejandría, a escribir que "el desierto se había convertido en una ciudad".Los Padres del Desierto tuvieron una gran influencia en el desarrollo del Cristianismo.
Las comunidades monásticas del desierto que surgieron de la reunión informal de monjes ermitaños se convirtieron en el modelo del monacato cristiano, influyendo primero en las comunidades coptas de las que estos monjes formaban parte y a las que predicaban.Algunos eran monofisitaso creían en una idea similar.
La tradición monástica oriental en el Monte Athos y la Regla de san Benito estuvieron fuertemente influenciadas por las tradiciones que comenzaron en el desierto. Todos los renacimientos monásticos de la Edad Media buscaron inspiración y guía en el desierto. Gran parte de la espiritualidad cristiana oriental, incluido el movimiento Hesicasta, tuvo sus raíces en las prácticas de los Padres del Desierto. Incluso las renovaciones religiosas como las de los evangélicos y Pietistas alemanes de Pensilvania, el movimiento de Devotio moderna y el Renacimiento metodista en Inglaterra son vistas por los eruditos modernos como influenciadas por los Padres del Desierto. Sus equivalentes femeninas son las Madres del Desierto.

## Historia

Las diócesis de Egipto en el año 400 d. C.

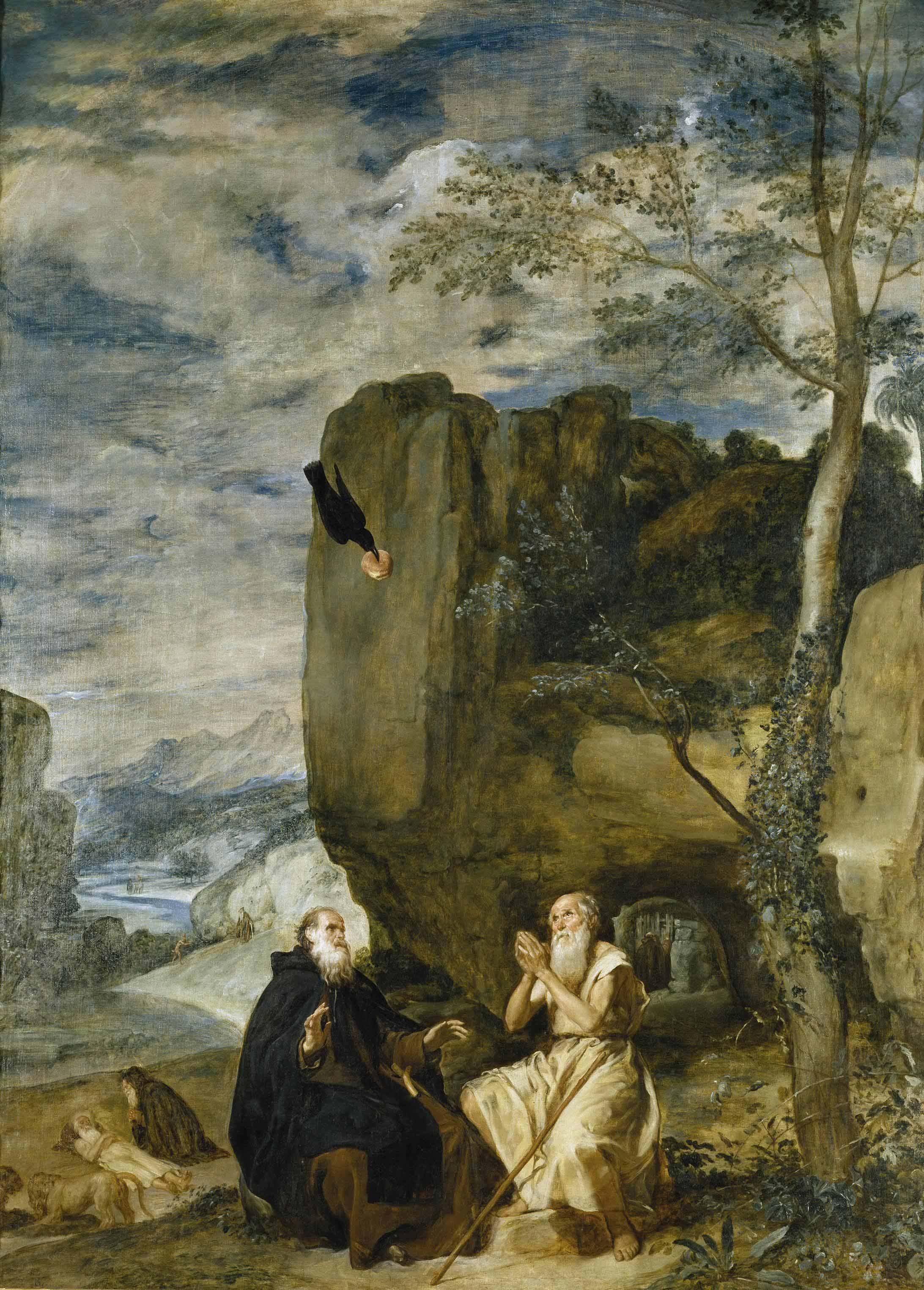
Antonio Abad y Pablo de Tebas

Después de la décima, última y más sangrienta persecución de Diocleciano desencadenada en el año 303 contra los cristianos, habiéndose legalizado ya como religión oficial por medio del Edicto de Milán de 313, no tenía sentido el martirio por la fe, y los ascetas cristianos buscaron, imitando a Cristo, que se retiró al desierto, un medio de purificarse y hacer penitencia mediante otro tipo de sacrificio. Entre los conocidos, el primero de tales eremitas y anacoretas fue el egipcio Pablo el Ermitaño, personaje imaginado por san Jerónimo y que hace morir a los 113 años de edad para superar el récord establecido por san Atanasio en referencia a Antonio Abad, y que fue conocido gracias al mismo Antonio Abad, también anacoreta. En Siria hubo otros, como Simeón el Estilita. Cuando vivían en comunidad o en lauras se los llamaba cenobitas. Son principalmente representantes del clero regular y a veces del secular de la Antigüedad tardía (siglos III y IV) que vivieron en comunidad o en ermitas en el desierto de Egipto, fundamentalmente, aunque también hubo algunos en lauras y sketes de los desiertos de Siria y Palestina.
Los que han dejado su nombre son a menudo monjes. Algunos obispos eminentes — o percibidos como tales en la época —, como Atanasio de Alejandría, Teófilo de Alejandría, Cirilo de Alejandría, Epifanio de Salamina o Gregorio Nacianceno, se suelen añadir al grupo, pero figuran también a veces algunos seculares o seglares —Eucaristo el Seglar, el «corruptor» de Antonio—, cuyo «género de vida» llenaba de admiración a ciertos ascetas endurecidos. Se encuentran asimismo nombres de algunas mujeres, como Amma Sarra, Sinclética y Eugenia.

## Doctrina
En la ascesis solitaria tales «padres» (en arameo singular: abba) y «madres» (amma) buscaban lo que en griego se ha llamado hésykia, es decir, una «paz interior» para posibilitar la re-unión o «unión mística» con Dios, el hesicasmo.
Al ser el testimonio de una especie de fe cristiana radical, tuvieron numerosos discípulos durante toda la Edad Media y sus dichos o Apotegmas fueron recopilados y traducidos a numerosos idiomas, originando de este modo un género literario, el llamado de los Pateriká; con algunos de estos escritos se inicia también la tradición de la Filocalia.
Junto a la Vida de Antonio escrita por el obispo de Alejandría Atanasio el Grande y a la Historia Lausiaca de san Paladio, las diversas recopilaciones resultan los documentos más importantes para tener nociones de la historia de estos personajes. Tal vez las más importantes son los Apotegmas de los Padres del desierto o las Vitae Patrum, pero hay asimismo compilaciones más o menos fiables, como el Flos sanctorum y la Leyenda dorada, entre otras.
Algunos de ellos son:
| - Amón el Nitriota - Antonio Abad - Arsenio, el Grande - Atanasio de Alejandría - Basilio Besarión - Cirilo de Alejandría - Cristóbal de Licia - Epifanio de Salamina - Evagrio Póntico - Gregorio Nacianceno - Hilarión - Isidoro de Pelusio - Juan Casiano - Juan de Licópolis | - Juan el Enano - Macario de Alejandría - Macario de Egipto - Menas de Egipto o de Alejandría. - Moisés el Moro - Onofre - Pablo de Tebas - Pablo el Simple - Pacomio - Pafnucio - Palemón de Tabennisi - Serapión de Alejandría - Simeón el Estilita - Thais de Tebas |

## En las artes
El tema de los Padres del Desierto ha sido motivo para diversas obras. En pintura, Paolo Uccello, Sassetta, El Bosco y Mathis Grünewald, entre otros, trataron el tema, en particular las célebres Tentaciones de san Antonio, retratadas luego surrealísticamente por Max Ernst y Salvador Dalí. En literatura, Gustave Flaubert y Anatole France (siempre para mencionar a los artistas más renombrados) tomaron este tema, que influyó notablemente tanto en la obra literaria como en la biografía de Charles de Foucauld. En música lo han hecho Paul Hindemith y Ottorino Respighi. En cuanto al séptimo arte, Luis Buñuel en su obra Simón del desierto también trata sobre este tema.[cita requerida]